# Exocentrus seriatomaculatus
Exocentrus seriatomaculatus är en skalbaggsart som beskrevs av Schwarzer 1925. Exocentrus seriatomaculatus ingår i släktet Exocentrus och familjen långhorningar.
Artens utbredningsområde är:
- Filippinerna.
- Taiwan.

Inga underarter finns listade i Catalogue of Life.